# Израиль на зимних Олимпийских играх 2006
Израиль принимал участие в Зимних Олимпийских играх 2006 года в Турине (Италия) в четвёртый раз за свою историю, но не завоевал ни одной медали. Сборная страны состояла из 5 спортсменов (3 мужчин, 2 женщины), которые приняли участие в соревнованиях по фигурному катанию (две пары — Галит Хаит и Сергей Сахновский, Александра и Роман Зарецкие) и горнолыжному спорту (Микаил Ренжин — первый спортсмен в этом виде спорта, представляющий Израиль).